# درای ریج (کنتاکی)
درای ریج (به انگلیسی: Dry Ridge) شهری در ایالت کنتاکی کشور ایالات متحده آمریکا است که جمعیت آن در سرشماری سال ۲۰۱۰ میلادی، ۲٬۱۹۱ نفر بوده‌است.